# Гаррі С. Барлов
Гаррі С. Барлов (англ. Harry S. Barlow; 5 квітня 1860 — 16 липня 1917) — колишній британський тенісист.
Здобув 32 одиночні титули.
Перемагав на турнірах Великого шолома в парному розряді.
Завершив кар'єру 1900 року.

## Фінали турнірів Великого шолома

### Одиночний розряд (2 поразки)
| Результат | Рік  | Турнір               | Суперник          | Рахунок                  |
| --------- | ---- | -------------------- | ----------------- | ------------------------ |
| Поразка   | 1889 | Вімблдонський турнір | Вільям Реншоу     | 6–3, 7–5, 6–8, 8–10, 6–8 |
| Поразка   | 1890 | Вімблдонський турнір | Віллабі Гамільтон | 6–2, 4–6, 4–6, 6–4, 5–7  |

### Парний розряд (1–2)
| Результат | Рік  | Турнір                    | Партнер      | Суперники                       | Рахунок                 |
| --------- | ---- | ------------------------- | ------------ | ------------------------------- | ----------------------- |
| Перемога  | 1892 | Вімблдонський турнір 1892 | Ернес Льюїс  | Герберт Бадделі Вілфред Бедделі | 4–6, 6–2, 8–6, 6–4      |
| Поразка   | 1893 | Вімблдонський турнір 1893 | Ернес Льюїс  | Джошуа Пім Френк Стокер         | 6–4, 3–6, 1–6, 6–2, 0–6 |
| Поразка   | 1894 | Вімблдонський турнір 1894 | C. H. Martin | Герберт Бадделі Вілфред Бедделі | 7–5, 5–7, 6–4, 3–6, 6–8 |